# Asedio de Uxeloduno
El asedio de Uxeloduno fue un episodio militar de la Guerra de las Galias. Uxeloduno (en latín, Uxellodunum) era un oppidum galo ubicado cerca de lo que hoy en día es Vayrac sobre el río Dordoña en Francia. Esta plaza fuerte dentro de las tierras de la tribu cadurca. Según Aulo Hircio en su añadido a los Comentarios a la guerra de las Galias de Julio César, la última revuelta contra la autoridad de Roma en la Galia ocurrió aquí, y fue brutalmente castigado.

## Asedio (año 51a.C.)
Lucterio, el jefe de los cadurcos, y Drapes, el líder de los senones, se habían retirado al interior de Uxeloduno, pretendiendo esperar hasta el fin del gobierno de César, después de lo cual podrían de nuevo rebelarse con fuerza. Uxeloduno, fuertemente fortificado por su posición natural, con un río dividiendo el valle debajo que casi rodeaba la empinada y escarpada montaña en la que Uxeloduno fue construido, no podía tomarse como Alesia lo había sido en el año 52 a. C. El legado a cargo de Uxeloduno, Gayo Caninio Rébilo, era consciente de que sus dos legiones no podían esperar repetir el éxito de César en Alesia, y se contentó con dividir sus legiones en tres campos situados en un terreno suficientemente alto para asegurar que una evacuación secreta de Uxeloduno no podría tener éxito y que le permitiría clausurar la ciudadela gradualmente.
Aquellos que estaban dentro del oppidum percibieron la pretensión de Caninio, y Lucterio, que había estado en Alesia, les urgió para que incrementaran sus provisiones. Huyendo al amparo de la noche, Lucterio y Drapes dejaron dos mil hombres dentro de Uxeloduno, y se llevaron al resto a buscar alimento en busca de grano. Mientras algunos de los cadurcos les dieron provisiones libremente, otros se vieron obligados a entregarlas a la fuerza. Después de reunir una gran cantidad, intentaron meter subrepticiamente las provisiones en la fortaleza. Sin embargo, los centinelas de Caninio los detectaron, y Caninio dirigió sus tropas a un fiero ataque contra los convoyes. Lucterio, a cargo del convoy, huyó sin advertirlo a Drapes. El resto de los hombres que acompañaban al convoy fueron masacrados hasta el último hombre (cerca de 12.000 galos fueron masacrados).
Caninio, deleitándose en su buena fortuna, entonces dejó a una legión defendiendo los campos, y tomó la otra legión y toda la caballería para golpear a Drapes, consiguiendo matar o capturar a todos los galos, incluyendo al propio Drapes. Complacido por el hecho de que ya no tenía que preocuparse por refuerzos enemigos, dedicó sus hombres a completar el rodeo de Uxeloduno. Gayo Fabio, otro de los legados de César a quienes se le había asignado la tarea de someter a los senones, llegó poco después, y puso sus propias dos legiones a trabajar junto a las de Caninio.
Mantuvieron informado a César de los acontecimientos en Uxeloduno, y se puso furioso cuando conoció que continuaba el desafío de la ciudad. Determinado a someter la Galia mientras aún era su gobernador, dejó detrás a sus legiones, y cabalgó junto con la caballería hacia Uxeloduno, moviéndose tan rápido como podían sus caballos. Sorprendiendo a sus legados, quienes no esperaban que se dedicara a esta revuelta en persona, rápidamente percibió que Uxeloduno no podía ser tomado por asalto. Habiendo sido informado de que la ciudad tenía mucha comida, a pesar del fracaso de Lucterio y Drapes para incrementar las reservas, César eligió privar a sus habitantes de agua y rápidamente ideó un método para hacerlo. La naturaleza del terreno le impedía desviar el río, pues corría muy próximo al pie de la montaña de manera que no podían excavarse canales de derivación en ninguna dirección. Pero esa misma inclinación también hacía difícil la vida para los defensores, pues la bajada al río era extremadamente difícil. Dándose cuenta de ello, César ubicó arqueros y balistas para golpear a cualquier defensor que intentara coger agua del río.

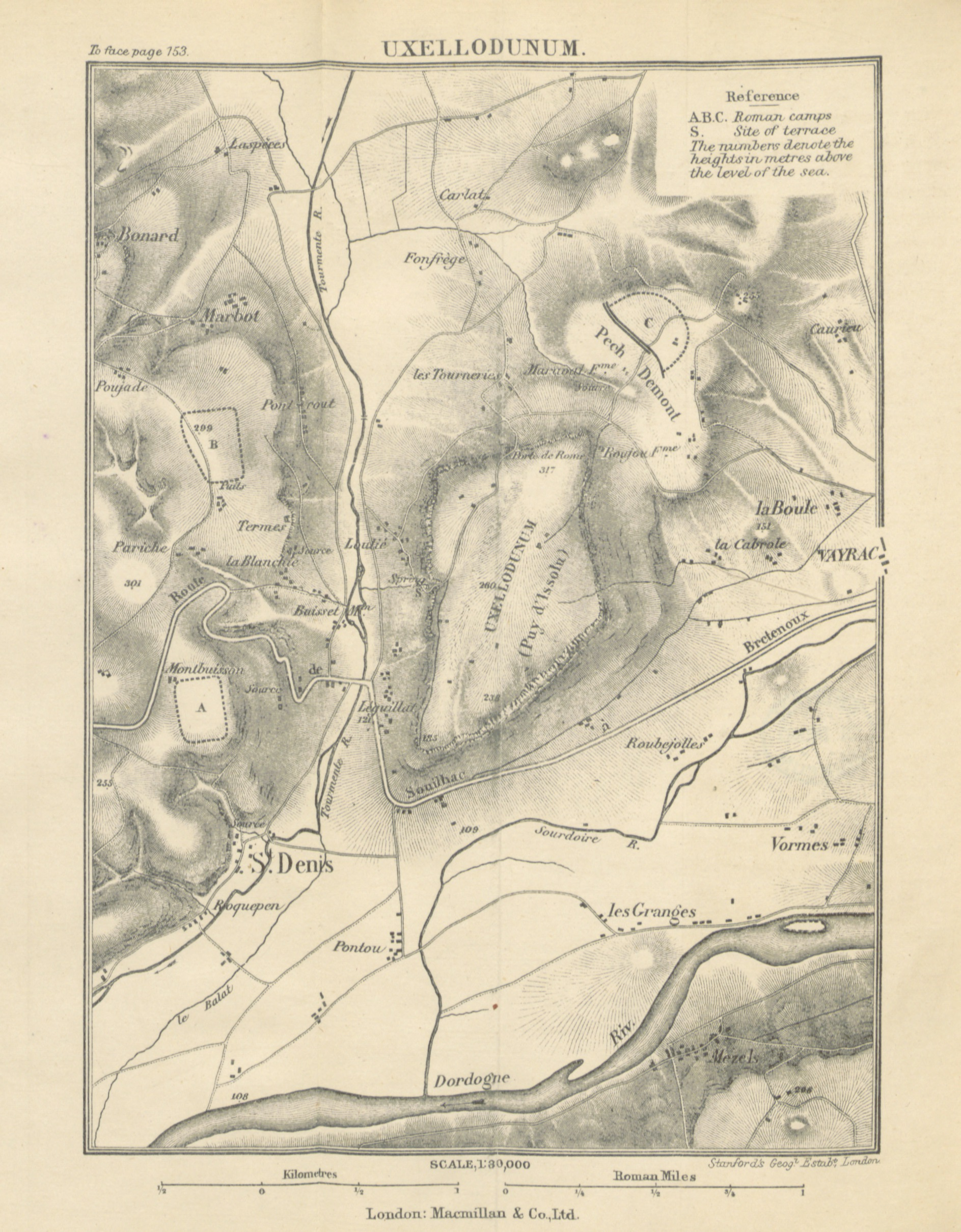
Mapa del asedio.

La única fuente adicional de agua, un manantial que surgía de la escarpada montaña justo por debajo de los muros de Uxeloduno, parecía imposible de bloquear a los galos. El terreno era demasiado escabroso, y no podía ser tomado a la fuerza. Sin embargo, César conocía algunas de las fuentes del manantial. Ordenó a sus hombres que construyeran una rampa de tierra y piedras, en la cual poder apoyar una torre de asalto de diez pisos de alto para bombardear el manantial. Sin embargo, mientras se llevaba a cabo esta tarea, tuvo a hombres cavando minas en la tierra, con túneles que inexorablemente se acercaban a las fuentes del manantial.
Los galos fueron engañados por la torre de asalto de César, y cuando vieron su altura, la atacaron fieramente. La torre pronto estuvo en llamas, y el frente limitado que permitía el terreno hizo que el combate se tornara sangriento. César ordenó a sus hombres que rodeasen la fortaleza y lanzaran un gran grito, como si estuvieran a punto de asaltar las murallas. Este segundo engaño tuvo éxito, y los galos se retiraron a Uxeloduno. El fuego fue apagado con éxito, el trabajo se reanudó en la torre, pero para cuando pudo haber sido usada, los minadores de César habían logrado desviar las fuentes del manantial. Cuando éste se secó, los galos dentro de Uxeloduno cayeron en la desesperación, convencidos de que los dioses los habían abandonado, y capitularon.

## Repercusiones
Sin embargo, la paciencia y misericordia de César se habían terminado. Percibiendo que los problemas no acabarían si varias tribus intentaban rebelarse de la misma manera que Uxeloduno y en diferentes lugares, decidió infligir un castigo extraordinario sobre aquellos que se habían rebelado contra él para disuadir al resto de la Galia. En consecuencia, cortó las manos de aquellos que habían levantado las armas contra él, pero les dejó seguir viviendo. Los dispersó por toda la Galia, determinado a que todos vieran que no volvería a tener misericordia de aquellos que les siguieran desafiando.

## Ubicación y conservación del lugar
Ha habido gran controversia respecto a la ubicación de Uxeloduno. 
Charles Athanase Walckenaer afirmó que Uxeloduno debía identificarse con el pueblo de Capdenac. Sin embargo, el trabajo arqueológico ha validado la teoría de que el oppidum se encontraba en Puy d'Issolud, Vayrac, y este yacimiento fue oficialmente reconocido como tal por el Ministerio de Cultura francés en 2001
().

Varios hallazgos se han mostrado en el Musée d'Uxellodunum en Martel. Hay también un Musée Uxellodunum en Vayrac. Hay propuestas para desarrollar turismo "de calidad" en el propio yacimiento.